# Ana (rzeka)
Ana (jap. 穴の川 Ana-no-kawa) – rzeka w Japonii, na wyspie Hokkaido. Jej długość wynosi 9,4 km, a powierzchnia dorzecza to 8,9 km².